# Bomber (album)
Bomber er det tredje album af det britiske heavy metal-band Motörhead, som blev udgivet i oktober 1979. Det blev også indspillet i 1979 samme år som Overkill.
Under indspilningerne var produceren Jimmy Miller i stigende grad påvirket af heroin, hvor han på et tidspunkt forsvandt fra studiet og senere fundet sovende ved sin bil. Ironisk indeholder albummet bandets første anti-heroinsang, "Dead Men Tell No Tales".
Albummet viste Lemmy fra hans mest følelsesmæssige intense side, hvor han rækker ud efter politiet i "Lawman," hvordan hans far forlod ham og sin mor i "Poison", fjernsynet i "Talking Head" og show business i "All the Aces". Titelsporet var inspireret af Len Deightons roman Bomber. På sporet "Step Down" er "Fast" Eddie Clarke med som vokalist.
Singlen "Bomber" blev udgivet den 23. november 1979 en måned inden albummet. Singlen der blev trykt i 20.000 blå vinyl eksemplarer, blev hurtigt udsolgt og erstattet af en sort vinyl.
'Bomber turnéen' fulgte, hvortil en fyrre fods aluminium kopi af en Heinkel He 111 blev lavet.
Bomber blev udgivet den 27. oktober, 1979 og ligesom singlen blev den trykt i blå vinyl.
En speciel dobbelt-CD genudgivelse af Bomber fandt sted i juni 2005 i anledningen af Motörheads 30 års jubilæum-turné.

## Spor
Alle spor skrevet af Lemmy, Phil Taylor, Eddie Clarke medmindre andet står notere.

### Originale album
1. "Dead Men Tell No Tales" – 3:07
2. "Lawman" – 3:56
3. "Sweet Revenge" – 4:10
4. "Sharpshooter" – 3:19
5. "Poison" – 2:54
6. "Stone Dead Forever" – 4:54
7. "All the Aces" – 3:24
8. "Step Down" – 3:41
9. "Talking Head" – 3:40
10. "Bomber" – 3:43

#### Bonusspor
CD-genudgivelsen havde disse spor tilføjet:
1. "Over the Top" – 3:21
2. "Leaving Here" (Lamont Dozier, Brian Holland og Edward Holland, Jr.) – 3:02
3. "Stone Dead Forever [Live]" – 5:20
4. "Dead Men Tell No Tales [Live]" – 2:54
5. "Too Late Too Late [Live]" – 3:21

- Spor 12 til 15 blev taget fra bandets ep, The Golden Years, som blev udgivet det efterfølgende år.

### Deluxeudgave

#### Disk 1
1. "Dead Men Tell No Tales" – 3:07
2. "Lawman" – 3:56
3. "Sweet Revenge" – 4:10
4. "Sharpshooter" – 3:19
5. "Poison" – 2:54
6. "Stone Dead Forever" – 4:54
7. "All the Aces" – 3:24
8. "Step Down" – 3:41
9. "Talking Head" – 3:40
10. "Bomber" – 3:43

#### Disk 2
1. "Over the Top" – 3:20
2. "Stone Dead Forever [Alternativ version]" – 4:34
3. "Sharpshooter" [Alternativ version]" – 3:16
4. "Bomber [Alternativ version]" – 3:35
5. "Step Down [Alternativ version]" – 3:29
6. "Leaving Here [Live]" (Dozier, Holland, Holland) – 3:02
7. "Stone Dead Forever [Live]" – 5:31
8. "Dead Men Tell No Tales [Live]" – 2:44
9. "Too Late Too Late [Live]" – 3:20
10. "Step Down [Live]" – 3:49

## Fodnoter
1. ↑  allmusic All Music Guide: Bomber (Webside ikke længere tilgængelig)
2. ↑  Kilmister, Ian Fraser and Garza, Janiss White Line Fever (2002) — Simon & Schuster p133. ISBN 0-684-85868-1.
3. 1 2  Burridge, Alan (april 1991). "Motörhead". Record Collector (140): 18.
4. ↑  Burridge, Alan Illustrated Collector's Guide to Motörhead Udgivet: 1995, Collector's Guide Publishing p70. ISBN 0-9695736-2-6.